# Dębowiec (Myszków)
Pour les articles homonymes, voir Dębowiec.
Dębowiec (prononciation : [dɛmˈbɔvjɛt͡s]) est une localité polonaise de la gmina de Poraj, située dans le powiat de Myszków en voïvodie de Silésie.